# Blücher Ephraim Izráel
Blücher Ephraim Izráel (Glocksdorf, 1813. október 2. – Budapest, 1882. április 6.) osztrák rabbi.

## Élete
Egy ideig a lembergi egyetem héber lektora volt, majd több helyt működött, mint rabbi. Később Bécsbe ment, ahol egy reálgimnáziumot alapított, mely megszűnt, azután Magyarországon telepedett le. Kitűnő hebraista volt.

## Művei
Marpeh lósón Arámi, mely a Targum és a Talmud arámi nyelvét tárgyalja 18 fejezetben. A bevezetésben Maggid merésisz címen héberre fordította Johann Fürst lipcsei professzor Lehrgebäude der aramäischen Sprache című müvét (1839); németre fordította és héber kommentárral látta el Ruth könyvét (1843). Egyéb művei: Die Synagogenfrage für deutsche Israeliten (1860). Több lapot alapított, de valamennyi hamar megszűnt.

## Megjegyzés
1. ↑  Lásd a vitalapot!